# Revista de Computación Suave en Ingeniería Civil
La Revista de Computación Blanda en Ingeniería Civil es una publicación científica de acceso abierto, revisada por pares y publicada trimestralmente. Fundada en el año 2017, esta revista se especializa en la difusión de investigaciones sobre aplicaciones de técnicas de computación blanda en el ámbito de la ingeniería civil. Además, es miembro del Comité de Ética en Publicaciones (COPE). El editor en jefe de la revista es el Dr. Hosein Naderpour. Actualmente, la revista se encuentra indexada en la base de datos Scopus, lo que refleja su reconocimiento en la comunidad académica internacional.